# Sauro Massi
Sauro Massi (San Giovanni Valdarno, 27 maggio 1958 – Forlì, 16 ottobre 2018) è stato un calciatore italiano, di ruolo attaccante.

## Carriera
Militò nella Sambendettese, con cui vinse il Campionato di Serie C1 1980-1981, e successivamente giocò nel Padova.
Nella stagione 1982/83 militò in serie C1 nel Pescara, contribuendo al ritorno degli abruzzesi in serie cadetta.
Nel 1984 passò al Perugia, con la cui maglia militò in Serie B per due stagioni, la seconda delle quali conclusa ad un solo punto dalla promozione in massima serie e con una sola sconfitta subita in 38 partite, record di categoria.
Rimasto coinvolto nello scandalo del calcio italiano del 1986, Massi venne squalificato per tre anni.
Riprese nel 1989, ingaggiato dal Bisceglie, in Serie C2, dove chiuse la carriera.

## Palmarès

### Club

#### Competizioni nazionali
- Serie C: 1

S.P.A.L.: 1977-1978